# میرابو ۸۱۶۹
سیارک ۸۱۶۹ (به انگلیسی: 8169 Mirabeau، نامگذاری:1991PO2) هشت هزار و صد و شصت و نهمین سیارک کشف شده‌است که در ۲ اوت ۱۹۹۱ کشف شد.
قدر مطلق سیارک برابر ۱۳٫۴۰ است.